# Фрейфельд, Конрад Раймунд
Конрад Раймунд Фрейфельд (Фрайфельд) (нем. Conrad Raimund Freifeldt; 1847—1923) — лютеранский пастор в Санкт-Петербурге, епископ.

## Биография
Родился 13 (25) марта 1847 года в Дерпте (ныне — Тарту) Лифляндской губернии в семье остзейского немца, потомственного почётного гражданина.
Окончил Дерптскую гимназию и в 1866—1869 годах учился на богословском факультете Дерптского университета. В 1870 году приехал в Санкт-Петербург и поступил учителем в Петришуле. В начале 1871 года, 31 января, он был посвящён в духовный сан. В 1871—1875 годах был директором частной гимназии Видемана. В 1874 году начал службу в кирхе Святого Михаила; в 1875—1877 годах служил дьяконом в церкви Святого Яана (Иоанна) в Дерпте и преподавал в Дерптской гимназии; в 1877—1880 годах был пастором церкви Апостола Иоанна в Санкт-Петербурге.
С 1880 по 1910 год был «главным пастором в церкви святой Анны <Аннен-кирхе> на Кирочной улице». В 1896 году (25 января) Конрад Фрейфельд был возведён в сан епископа. В 1892—1920 годах он являлся генеральным суперинтендантом и вице-президентом, а затем президентом Евангелическо-Лютеранской Генеральной консистории.
В декабре 1872 года женился на Марии Шарлотте Иоанне Михаэльсон (1853—1895).
С 1907 года Фрейфельд был почётным попечителем Евангелической больницы для женщин на Лиговской улице (сейчас — Лиговский проспект, д. 4). Также он был почётным членом основанного в 1897 году Санкт-Петербургского общества самаритян (располагалось в Максимилиановском переулке, 11). Имел много наград: золотой наперсный крест, ордена Св. Анны и Св. Станислава разных степени, медаль «В память 300-летия царствования дома Романовых» и др.
После Октябрьской революции 1917 года епископ Конрад Фрейфельд, по-прежнему возглавлявший Генеральную консисторию, старался противостоять антирелигиозным акциям советских властей. Но осенью 1918 года стало очевидным, что надежды на существование особого статуса Лютеранской церкви не оправдались. Петроградская консистория 9 октября 1918 года сообщила в своем послании об официальном запрещении религиозного преподавания в школах, отметив, что необходимо обеспечивать религиозное воспитание молодежи иными чем прежде способами. После того, как 25 июля 1919 года Петросовет издал постановление о том, что помещения Петроградской евангелическо-лютеранской консистории наряду с соответствующими учреждениями других конфессий, «со всем находящимся в них имуществом и архивами» передаются в распоряжение окружного отдела Записей актов гражданского состояния из здания консистории были вывезены все метрические книги. Однако в ходе переговоров возглавлявшего Генеральную консисторию К. Фрейфельдта с Совнаркомом большинство метрических книг было возвращено храмам. В 1919—1920 гг. в «доход казны» были перечислены все хранившиеся в банках капиталы храмов, а также различных церковных заведений. В это время Конрад Фрейфельд служил настоятелем церкви Христа Спасителя в Евангелической больнице на Лиговской улице и проживал в церковном доме при ней. 
В 1921—1922 г. в Советской России разразился страшный голод в Поволжье, который инициировал кампанию властей по изъятию церковных ценностей из действующих храмов, которая прошла и в лютеранских церквах Петрограда. Одновременно, проводились и репрессии духовенства, которые частично затронули лютеранскую церковь. Стал готовиться и судебный процесс против епископа Конрада Фрейфельда, который в 1921—1923 гг. вновь служил в церкви Святой Анны на Кирочной улице. Однако 31 мая 1923 года Конрад Фрейфельд после тяжелой болезни скончался в Петрограде.
Все дочери епископа — Мария, Магдалина, Марта и Эльза в дальнейшем подверглись репрессиям.